# Elisa Núñez Sánchez
Elisa María Núñez Sánchez (Elche de la Sierra, Castella - la Manxa, 1977) és una jurista, advocada i política valenciana d'origen castellanomanxec, consellera de Justícia i Interior de la Generalitat Valenciana entre 2023 i 2024 al govern presidit per Carlos Mazón.
Llicenciada en Ciències Religioses per la Universitat Pontifícia de Comillas (Madrid) el 2002, obté el màster en bioètica a la Universitat Catòlica de València el 2009 i segueix amb el doctorat en Dret per la Universitat d'Alacant (2012) amb tesi al voltant del paper de les administracions públiques i les organitzacions religioses en la gestió dels migrants estrangers. El període en què realitza el doctorat ho compagina com a assessora política a la Conselleria d'Immigració i Ciutadania de la Generalitat Valenciana dirigida pel conseller Rafael Blasco i amb Francisco Camps a la presidència del Consell.
Núñez Sánchez ha exercit d'advocada del torn d'ofici en les seccions Matrimonial i Penal del Col·legi d'Advocats de València, professor a la Universitat Catòlica de València i és lletrada acreditada davant el Tribunal eclesiàstic metropolità de València.
Elisa Núñez va mililar a la secció juvenil del Partit Popular (PP) entre el 2003 i el 2011. Després de les eleccions a les Corts Valencianes de 2023 en que el Partit Popular (PP) i Vox aconsegueixen arribar al govern de la Generalitat, Elisa Núñez és nomenada consellera de Justícia i Interior a proposta del partit ultradretà Vox.